# Старая Сырца
Старая Сырца — река в России, протекает по Тевризскому району Омской области. Устье реки находится в 1125 км по левому берегу реки Иртыш. Длина реки составляет 12 км.

## Данные водного реестра
По данным государственного водного реестра России относится к Иртышскому бассейновому округу, водохозяйственный участок реки — Иртыш от впадения реки Омь до впадения реки Ишим, без реки Оша, речной подбассейн реки — бассейны притоков Иртыша до впадения Ишима. Речной бассейн реки — Иртыш.